# Эдвардс, Клифф
Клифф Э́двардс (англ. Clifton Avon Edwards; 14 июня 1895 — 17 июля 1971) — американский певец, актёр и музыкант, популярный в 1920-х — 1930-х годах. Он был первым исполнителем песни «Поющие под дождём», аккомпанировал себе на укулеле, инструменте, которым он виртуозно владел.

## Избранная фильмография
- 1935 — Скандалы Джорджа Уайта 1935 года — Дуд
- 1939 — Унесённые ветром
- 1929 — Голливудское ревю 1929 года — камео
- 1940 — Его девушка Пятница
- 1940 — Пиноккио (озвучивание)
- 1942 — Дамбо (озвучивание)
- 1943 — Сокол наносит ответный удар — Голди Локк
- 1947 — Весёлые и беззаботные (озвучивание)